# Stazione di Cuffiano
La stazione di Cuffiano era una fermata ferroviaria posta sulla linea Castel Bolognese-Riolo Bagni. Serviva il centro abitato di Cuffiano, frazione di Riolo dei Bagni.

## Storia
La fermata fu in esercizio come l'intera linea dal 1914 al 1933; l'ex fabbricato viaggiatori è oggi adibito ad abitazione.